# La Mort dans l'âme (roman)
 (septembre 2018).
Si vous disposez d'ouvrages ou d'articles de référence ou si vous connaissez des sites web de qualité traitant du thème abordé ici, merci de compléter l'article en donnant les références utiles à sa vérifiabilité et en les liant à la section « Notes et références ».
Pour les articles homonymes, voir La Mort dans l'âme.
La Mort dans l'âme est un roman de Jean-Paul Sartre paru en 1949. C'est la dernière partie de la trilogie Les Chemins de la liberté. D'après le site Gallimard : Achevé d'imprimer le 24 août 1949, paution le 30 septembre 1949.
« Ce troisième roman des  Chemins de la liberté met en scène la chute de la France en 1940, et les angoisses d'un groupe de Français dont l'apathie de la pré-guerre cède la place à une prise de conscience de la dignité individuelle et à l'importance de la résistance - à l'occupation allemande mais aussi à la destinée en général - et à la nécessité d'une solidarité avec les opprimés. » (Random House)